# Milovice u Hořic
Milovice u Hořic é uma comuna checa localizada na região de Hradec Králové, distrito de Jičín‎.